# Ammazzare il tempo
Ammazzare il tempo è un film di genere drammatico del 1979 diretto da Mimmo Rafele.

## Trama
Sara, una giornalista trentenne reduce dalla ribellione del '68, vive le contraddizioni della sua integrazione nella società che aveva rifiutato. Il suo compagno è Igor, un giovane psicanalista tutto preso dall'ansia di spiegare e definire il mondo. Questa esistenza così ben costruita comincia a scricchiolare quando Sara, dopo aver assistito per lavoro ad una autopsia, si precipita da Igor, che però la lascia sulla porta. Mentre beve al bar di fronte, Sara vede attraverso i vetri della stanza di Igor una macchia gialla, che le dà la certezza che un'altra donna l'ha sostituita in quelle mura.
Umiliata, Sara corre via in macchina, ma poco dopo è costretta a frenare dato che una ragazzina, Baby Anna, tagliandole la strada è andata a urtare la sua vettura. Sara, senza capire il perché, la invita a casa dove, poco dopo, scoprirà che la macchia gialla è la ragazzina. Tra le due donne inizia uno strano rapporto: Sara vuole sapere perché Igor sta con Baby Anna, cosa trova in quella ragazza. Si rivelano piano piano la solitudine e la falsità del suo rapporto con Igor: Sara, improvvisamente fragile, tenta il suicidio, ma sarà proprio Baby Anna a salvarla dal compiere quel gesto inconsulto.
Igor allora vorrebbe riparare il torto commesso e sposarla, mentre Baby Anna, disgustata dal mondo degli adulti pieno di menzogne, decide di ripartire per la sua vita randagia. Sara, venuta a conoscenza della decisione della ragazzina, decide di andare con lei per evadere da questo mondo. Ma la rete di rapporti che Sara ha lasciato non le permettono di andare lontano e un giorno, leggendo un articolo che parla di lei, capisce che deve tornare, che lei non è libera, che non è più come Baby Anna. In un ultimo tentativo di evasione, Sara ruba una carrozzella, lanciandola in una corsa folle e disperata, ma finisce in questura. Baby Anna sparisce e, poche ore dopo, è Igor che la libera pagando la cauzione.

## Distribuzione
Il film è l'unico lungometraggio a soggetto per il grande schermo diretto da Mimmo Rafele. Tratto dal romanzo omonimo di Lidia Ravera, incontrò noie con la censura; presentato alla Commissione di revisione cinematografica, presieduta da Bernardo D'Arezzo, il 29 agosto 1979, ottenne il visto censura n. 73.963 del 7 settembre 1979, ma la Commissione stabilì il divieto ai minori di 18 anni per le tematiche di droga, per alcune scene erotiche ed il linguaggio scurrile di alcune sequenze.
La lunghezza della pellicola, che inizialmente era di 2.667 metri, venne ridotta a quella definitiva di 2.605 metri. Circolò pochissimo nelle sale e non se ne conosce l'incasso. Nel 2000 è stata pubblicata una videocassetta del film dalla Shendene & Moizzi in collaborazione con la rivista di cinema Nocturno, però adesso la VHS è di ardua reperibilità. Non risulta essere stato pubblicato in DVD. È stato proiettato per la prima volta in televisione soltanto il 2 aprile 2019 sul canale Iris di Mediaset.

## Altri tecnici
- Assistente scenografa: Michela Gisotti
- Ispettore di produzione: Giacomo Lesina
- Ufficio stampa: Kim Gatti[2]

## Critica
«Tratto dal romanzo di Lidia Ravera (cosceneggiatrice con Enzo Ungari), un film che vorrebbe raccontare la generazione che ha fatto il Sessantotto e che non riesce a inserirsi nella quotidianità (è proprio una colpa avere trent'anni) ma che è, come il libro, inutile e vuoto, mal mascherato dalla descrizione di una crisi esistenziale  (...)» Paolo Mereghetti, Dizionario del Film, edizioni Baldini Castoldi Dalai.